# Junget
Junget ligger i Midtjylland og er en meget lille landsby i det nordøstlige Salling. Junget er en del af Junget Sogn. Landsbyen er bygget op omkring den gamle herregård Jungetgård. Junget ligger i Skive Kommune og hører til Region Midtjylland.
Tidligere var der en brugsforening i byen, denne lukkede dog for en del år siden. Landsbyens beboere startede foreningen Junget Udviklingsselskab, som købte bygningerne. I dag udlejes de til en af de frie Kvik Spar-købmænd. Den lille landsby har endvidere en campingplads.